# 松紐旌介殼蟲
松紐旌介殼蟲（学名：Newsteadia pinicola）为旌介殼蟲科紐旌介殼蟲屬下的一个种。